# After Forever
After Forever — колектив з Нідерландів, котрий виконував музику у стилі симфо-метал з використанням жіночого оперного вокалу — сопрано, клавішні й оркестрові аранжування.
Марк Янсен, один із засновників гурту, пізніше покинув колектив та заснував аналогічний за жанром проєкт Epica.

## Історія
Заснований у 1995 році, але нинішні назва й стиль з‘явилися лише в 1997-му. «After Forever» сформувалися з учасників гурту «Apocalypse», що грала дез-метал, й вокалістки Флор Янсен, котра приєдналася до них 1997-го. Засновниками й основними композиторами гурту були Марк Янсен і Сандер Гомманс.
У 1999 році гурт записав своє перше демо, а в 2000 вийшов перший повноцінний альбом «Prison of Desire». Він отримав схвальні відгуки в пресі. У записі альбому брала участь вокалістка Шарон ден Адель з «Within Temptation» як запрошений музикант. Диск являв собою музику, близьку раннім творам «Within Temptation», так само поєднуючи жіноче оперне сопрано з ґроулінгом, але при цьому з більшим впливом дум-метал. Цей стиль було збережено й у наступному альбомі «Decipher», що вийшов роком пізніше.
У 2002 році Марк Янсен покинув групу. Незважаючи на стандартне пояснення «творчі розбіжності», його перший проєкт «Epica», заснований у тому ж році, був витриманий в близькому за виконанням стилі. Під час перерви в діяльності гурту Фло Янсен взяла участь у концептуальному науково-фантастичному альбомі прог-рок-гурту «Ayreon», разом із Фабіо Ліоне з «Rhapsody».
Після того, як на місце другого гітариста був прийнятий Бас Маас, гурт випустив мініальбом «Exordium», що містив у собі кавер на Iron Maiden — «The Evil That Men Do». Роком пізніше гурт випустив концептуальний сюжетний альбом «Invisible Circles». Цей диск потрапив до топ-100 найкасовіших альбомів року в Нідерландах (26-те місце).
У 2005 гурт розлучився з клавішником Ландо ван Гілсом, місце котрого зайняв Юст ван дер Брок, а також змінили лейбл на більш фінансово потужний — Nuclear Blast (пізніше їх прикладу наслідували й друзі з Epica). Останнім релізом «AF» на Transmission був альбом «Remagine» 2005 року.
Nuclear Blast узявся за активне просування гурту, котрий випустив в 2007 році однойменний альбом «After Forever». На пісню «Energize Me» було знято відеокліп із використанням комп‘ютерної графіки, що зображала Фло Янсен у вигляді елементаля усіх чотирьох стихій. Та чи то вплив нового лейблу, чи то проблеми усередині колективу негативно позначились на групі — стилістика різко змінилася у бік «попси» з застосуванням великої кількості електронних клавірів. Фанати були розчаровані, група втрачала позиції серед рок-бендів та свою популярність.
У лютому 2009 року гурт, намагаючись «зберегти обличчя», повідомив про свій розпад, опублікувавши наступного листа:
| Після майже 15 років із сумом у серці ми вирішили повідомити про завершення чудового й цікавого часу «After Forever». Ми дуже пишаємося тим, що досягли. «AF» ніколи не були гуртом, що повторював сам себе; ми завжди випробували щось нове, навіть коли це було ризиковано. Ми гадаємо, що це було тією причиною, через яку отримували величезну підтримку з боку наших фанів. Перерва, яку ми взяли в 2008-му році, змусила нас ще більше цінити те, що ми пережили. І зараз ми можемо озирнутися назад і згадати ті фантастичні моменти, які навіть і не очікували пережити будучи гуртом-початківцем багато років тому. Разом із тим, ця перерва поставила нас перед фактом того, що ми не можемо продовжувати діяльність з тією енергією що раніше, і нам довелося визнати, що останнім часом ми щось втратили. Ми завжди були музикантами, котрі створювали музику з великою пристрастю, і під час цієї перерви почали будувати наші життя по-новому, активно музикуючи та експериментуючи з різними жанрами. Хоча After Forever — щось особливе для нас, ми відчуваємо, що досягли тієї точки, коли нам потрібно досліджувати світ музики окремо, кожен по-своєму. Тому ми вирішили завершити діяльність гурту. Ми дуже пишаємось кожним своїм диском, кожен альбом являє собою унікальний період, і всі вони сходяться в останньому диску «After Forever», котрий перетворив на реальність усі наші мрії. Ми сподіваємося, що After Forever залишиться об'єктом для нових гуртів і музикантів, тим самим показуючи, що наша музика продовжує жити. Як учасники гурту, і як друзі, ми пережили дуже багато: зліти й падіння, гарні й погані часи. Ми продовжимо підтримувати одне одного в наших індивідуальних проектах, надихаючи одне одного. Наша сторінка на MySpace використовуватиметься для повідомлень про всі проекти учасників гурту, і звичайно, для новин, пов'язаних з After Forever. Можете бути впевненими, що це непросте рішення для нас. Хочемо подякувати за підтримку наших фанів. Ми знаємо, що це для вас буде великим розчаруванням. І саме це робить для нас прийняття цього рішення ще важчим. Ви для нас були найголовнішим, і нашим обов'язком було завжди віддаватися вам без залишку весь той час, доки ми існували як гурт. Зараз, на жаль, це неможливо, тому ми зволіли залишити вам усі альбоми й виступи, під час яких виклалися на 100%. Бажаємо також подякувати Nuclear Blast, TEG и MOJO за їх терпіння й ентузіазм, команду підтримки, фан-клуб, фан-сайти і всіх, хто допомагав нам весь цей час. Нам не вистачатиме вас усіх. |
Після розпаду гурту Сандер Гомманс випустив альбом System Overload у 2009 році зі своїм сольним проєктом HDK, за яким послідував альбом Serenades of the Netherworld у 2014 році. Він також створив Magic-O-Metal, метал/комікс-проєкт для дітей, і працює вчителем малювання у середній школі.
Флор Янсен заснувала новий гурт під назвою ReVamp, який був підписаний Nuclear Blast і випустив альбоми ReVamp у 2010 р. і Wild Card у 2013 р Після виходу ReVamp гурт на деякий час призупинив свою діяльність через проблеми зі здоров'ям Янсен і її подальше запрошення на посаду нової вокалістки Nightwish. Участь Янсен у Nightwish зрештою призвела до того, що ReVamp припинив свою діяльність.
Йост ван ден Брук співпрацював з Гоммансом і Янсеном над їхніми новими музичними проєктами, а також керував кількома симфонічними/кросоверними проєктами, зокрема, шоу Christmas Metal Symphony у 2008 і 2009 роках і другим альбомом Stream of Passion The Flame Within. З тих пір він зосередився в основному на композиторській і студійній роботі, але спорадично виступає наживо, в основному як сесійний учасник Ayreon і The Gentle Storm.
У 2008 році Бас Маас приєднався до концертного гурту на підтримку німецького хард-рок-виконавця Доро Пеша.
Андре Боргман і Люк ван Гервен приєдналися до концертної групи Роббі Валентайна під час перерви в роботі After Forever. Боргман також приєднався до гурту Аманди Сомервілль Trillium у 2017 році, таким чином возз'єднавшись зі своїм колишнім колегою по групі Сандером Гоммансом.

## Склад

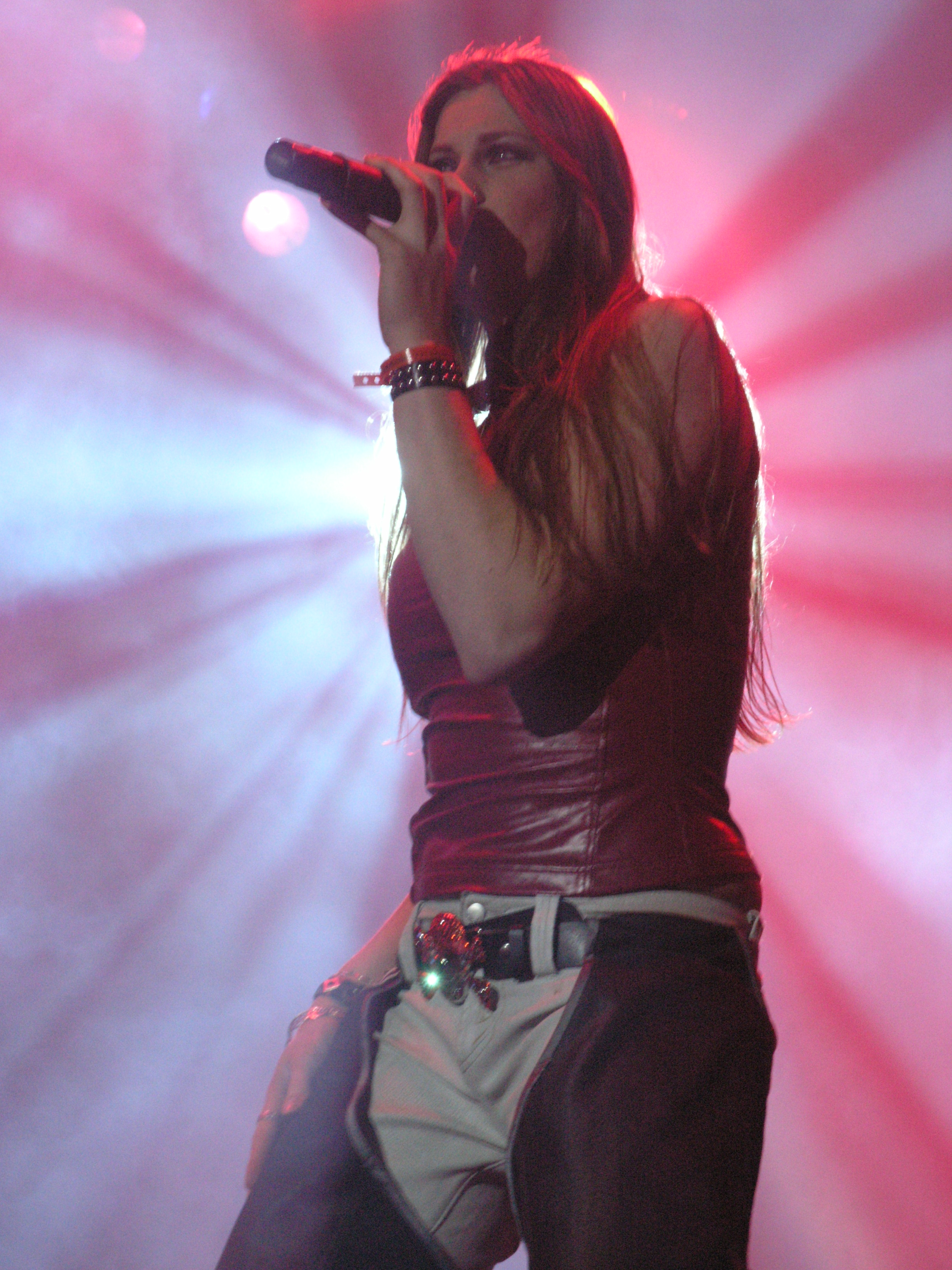
Фронтледі Флор Янсен

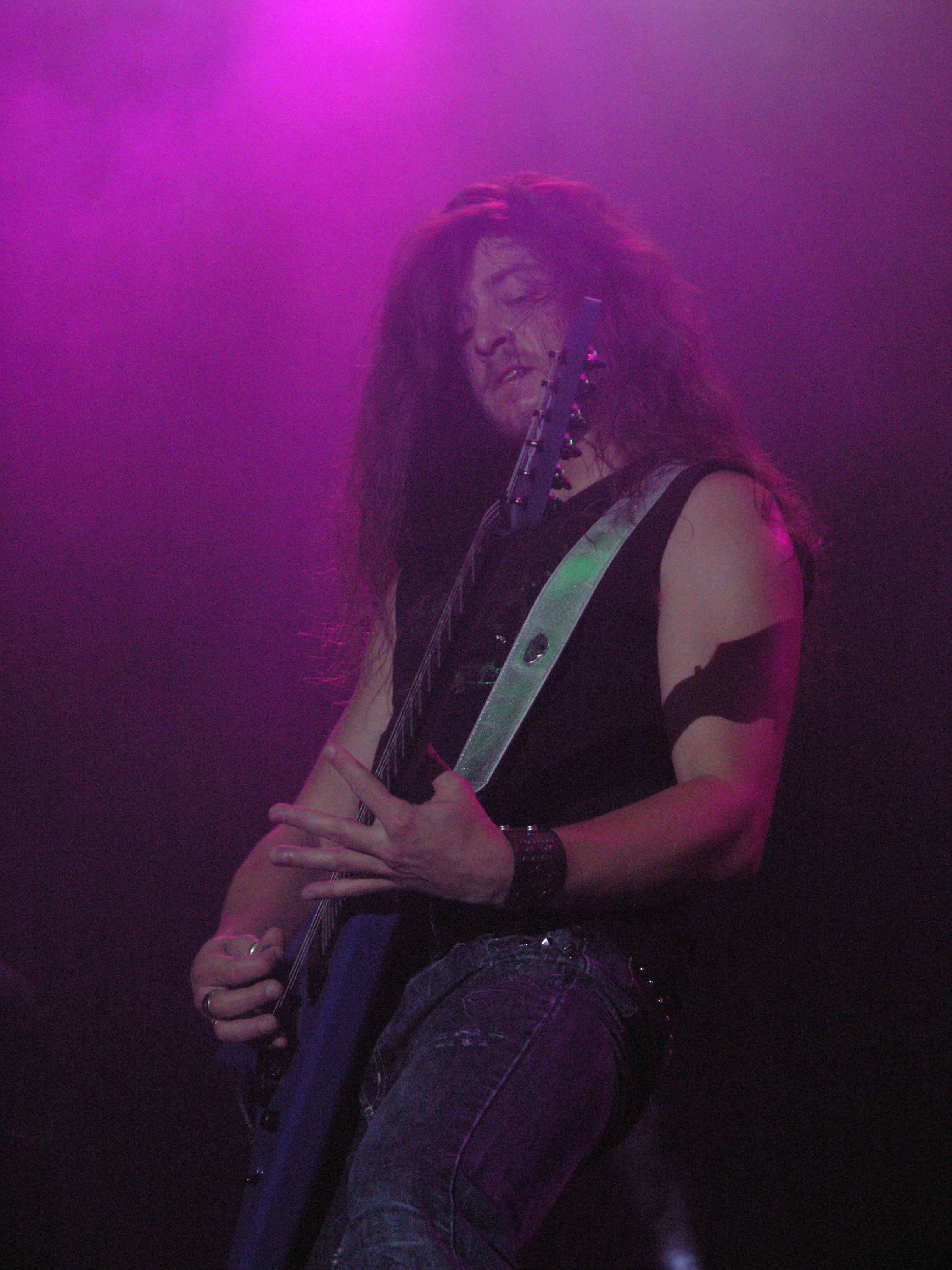
Гітарист Бас Маас

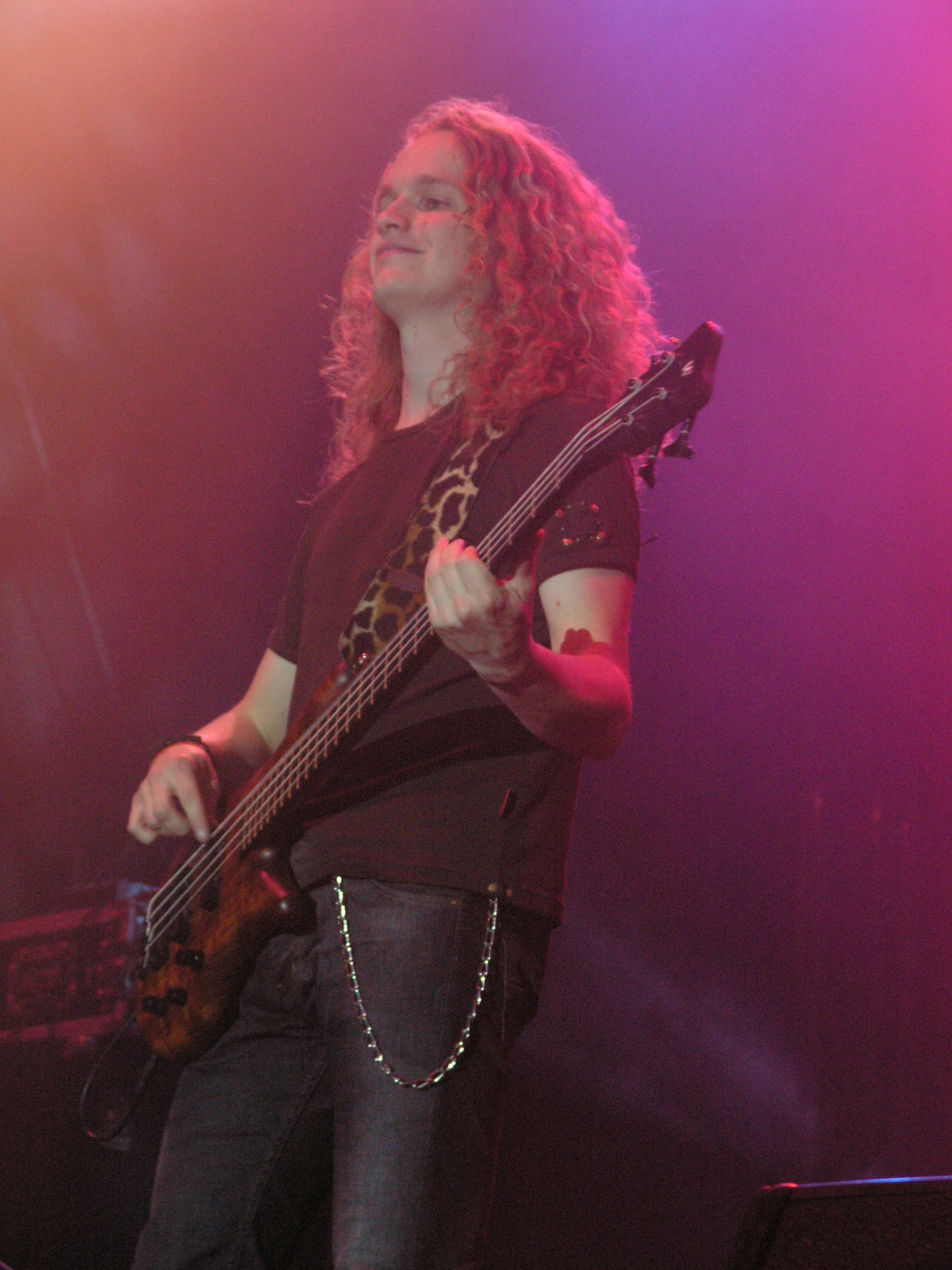
Бас-гітарист Люк ван Гервен

- Флор Янсен — жіночий вокал
- Сандер Гомманс — гітара, ґроулінг
- Бас Маас — гітара, чистий чоловічий вокал
- Люк ван Гервен — бас-гітара
- Андре Боргман — ударні, акустичні гітари
- Юст ван дер Брок — клавіші

### Колишні учасники
- Марк Янсен — гітара, вокал
- Йоп Беккерс — ударні
- Як Дріззен — клавішні
- Ландо ван Гілс — клавішні
- Джек Дріссен — клавіші

## Дискографія

### Студійні альбоми
- Prison of Desire (2000)
- Decipher (2001)
- Invisible Circles (2004)
- Remagine (2005)
- After Forever (2007)

### Мініальбоми
- Exordium (2003)

### Збірники
- Mea Culpa (2006)

### Демо-альбоми
- Ephemeral (1999)
- Wings of Illusion (1999)

### Сингли
- «Follow in the Cry/Silence from Afar» (2000)
- «Emphasis/Who Wants to Live Forever» (2002)
- «Monolith of Doubt» (2002)
- «My Choice/The Evil That Men Do» (2003)
- «Digital Deceit» (2004)
- «Being Everyone» (2005)
- «Two Sides/Boundaries Are Open» (2006)
- «Energize Me» (2007)
- «Equally Destructive» (2007)

### Музичні відео
- Emphasis (2002)
- My Choice (2003)
- Digital Deceit (2004)
- Being Everyone (2005)
- Energize Me (2007)
- Equally Destructive (2007)
- Discord (2007)